# Caesar Seligmann

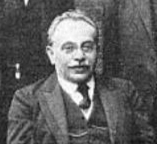

Caesar Seligmann (geboren am 14. Dezember 1860 in Landau in der Pfalz; gestorben am 3. Juni 1950 in London) war ein deutscher Reformrabbiner.

## Leben
Caesar Seligmann war von 1889 bis 1902 Prediger am liberalen Hamburger Poolstraßentempel und von 1903 bis 1932 Rabbiner der Israelitischen Gemeinde in Frankfurt. Er gehörte zu den Vertretern des Reformjudentums. Lange nach den Streitigkeiten um das liberale Gebetbuch in Hamburg prägte er ein Einheitsgebetbuch für die liberalen deutschjüdischen Gemeinden. Seligmann war Herausgeber der zwischen 1908 und 1922 erschienenen Monatsschrift Liberales Judentum. 1939 gelang Seligmann noch die Emigration nach England.
Seligmanns Tochter Ilse Seglow wurde Gruppenanalytikerin im Umkreis von S. H. Foulkes. Seine Tochter Evelyn Anderson war Journalistin und nach der Emigration nach England als Redakteurin der BBC tätig.

## Werke (Auswahl)
- Das Buch der Weisheit des Jesus Sirach (Josua ben Sira) in seinem Verhältniss zu den salomonischen Sprüchen und seiner historischen Bedeutung. Halle a.d. Saale 1883  (Diss. Halle-Wittenberg) (Digitalisat).
- Die Vertheidigungsrede der Religion und der Vertheidigungsrede des Judenthums. Zwei Predigten gehalten am Neujahrsfeste und am Versöhnungstage im israelitischen Tempel zu Hamburg. G. Fritzsche, Hamburg 1890.
- „Philister über dir, Judenthum!“ Rede gehalten am Versöhnungstage im israelitischen Tempel. H. Rothschild, Hamburg 1900.
- Judentum und moderne Weltanschauung. Fünf Reden. J. Kauffmann, Frankfurt am Main 1905 (Digitalisat).
- Festpredigt anläßlich der zweiten Hauptversammlung des „Verbandes der Deutschen Juden“ am 12. Oktober 1907 in der Hauptsynagoge zu Frankfurt a. M.Lehrberger, Rödelheim 1907 (Festpredigt anläßlich der zweiten Hauptversammlung des „Verbandes der Deutschen Juden“ am 12. Oktober 1907 in der Hauptsynagoge zu Frankfurt a. M., gehalten von Rabbiner Dr. C. Seligmann).
- Richtlinien zu einem Programm für das liberale Judentum nebst den Referaten und Ansprachen auf den Rabbinerversammlungen zu Berlin und Frankfurt am Main. Voigt & Gleiber, Frankfurt am Main 1912.
- Hagada. Liturgie für die häusliche Feier der Sederabende in deutscher Sprache neu bearb. von C. Seligmann. Mit Bildern aus einer Amsterdamer Hagada vom Jahre 1738. J. Kauffmann, Frankfurt am Main 1913 (4. Aufl. 1924).
- Eine Abrechnung mit Herrn Dr. Wohlgemuth und mit den „Erklärungen“ gegen die Richtlinien zu einem Programm für das liberale Judentum. J. Kauffmann, Frankfurt am Main 1913 (Digitalisat).
- Vaterländische Reden in großer Zeit gehalten von C. Seligmann. Voigt & Gleiber, Frankfurt am Main 1914.
- „Völkerhass und Menschenliebe“ .Ausschuss für Volksvorlesungen zu Frankfurt a/M. Vortrag, gehalten am 16. Mai 1915. Auffahrt in Komm., Frankfurt am Main 1915.
- Geschichte der jüdischen Reformbewegung. J. Kauffmann, Frankfurt am Main 1922 (Digitalisat).
- Israelitisches Gebetbuch im Auftrag der Verwaltung der israelitischen Gemeinde zu Frankfurt a. M. bearbeitet von C. Seligmann. Frankfurt am Main 1926.
- Gebetbuch für das ganze Jahr. 2 Bde. Lehrberger, Frankfurt am Main 1933.
- Erwin Seligmann (Hrsg.): Caesar Seligmann (1860–1950). Erinnerungen. Kramer, Frankfurt am Main 1975, ISBN 3-7829-0160-6.